# Juliette ou la Clé des songes (opéra)
Pour les articles homonymes, voir Juliette ou la Clé des songes.

Juliette ou la Clé des songes (titre original Julietta) est un opéra en trois actes du compositeur tchèque Bohuslav Martinů, qui réalisa le livret en s'inspirant de la pièce de théâtre du même nom du poète surréaliste Georges Neveux. Il fut joué pour la première fois le 16 mars 1938 au Théâtre national de Prague sous la direction de Václav Talich. Il existe dans une version française (originale) et dans une version tchèque. Une version anglaise a été réalisée dans les années 1970 pour une première en avril 1978 à Londres par la New Opera Company.

## Écriture
L'écriture de l'opéra fut inspirée à Martinů par la lecture de la pièce de Georges Neveux, Juliette ou la clé des songes. La pièce de théâtre, montée en 1930, créa un certain scandale car très marquée par les idées des surréalistes auxquels Neveux appartenait, avec par exemple le culte de la femme à travers Juliette. Résidant alors à Paris, Martinů n'assista cependant probablement pas à la pièce. Elle fut jouée dès 1934 à Prague mais ce ne fut qu'à la lecture de la pièce dans une revue littéraire que Martinů décida de l'adapter pour en faire un opéra. 
Il entama l'écriture de l'opéra le 17 mai 1936 et y consacra près d'un an jusqu'au 24 janvier 1937. Initialement détenteur des droits, Kurt Weill lui laissa entièrement la place et Martinů adapta la pièce, la traduisit en tchèque et composa la musique. Pour obtenir in fine les droits, Martinů commença l'adaptation sans les avoir puis écrivit à Neveux : « J'ai relu il n'y a pas si longtemps votre pièce, lui écrit-il, et, je ne sais comment cela s'est fait mais je m'aperçois que j'ai déjà mis le premier acte en musique; si vous avez envie de l'entendre, venez me voir ». Séduit, ce dernier s'arrangea alors pour retirer les droits à Kurt Weill et les confier à Martinů.

## Argument
Michel, un commis-voyageur en librairie, passe un jour dans une petite ville côtière du Sud de la France. Il y voit alors une jeune femme ravissante et à la voix féminine chanter une chanson d'amour. Le souvenir de la jeune femme hante Michel pendant son trajet du retour vers Paris puis pendant les trois années qui suivent. Quand trois années plus tard il repasse par la petite bourgade, il part à la recherche de la jeune fille, Juliette. Mais les habitants de la ville semblent incapables de conserver le moindre souvenir, quel qu'il soit. Michel, riche de souvenirs et de mémoires, est bientôt fait « capitaine » de la ville. C'est alors qu'il retrouve enfin Juliette qui, semblant le reconnaître, lui donne rendez-vous dans la forêt proche.
Dans la forêt, il croise plusieurs personnages avant de retrouver Juliette. Le passage du marchand de souvenirs convainc la jeune femme qu'elle connait Michel depuis longtemps et qu'ils ont ensemble de nombreux souvenirs communs. Quand Michel tente de la ramener à la réalité, elle s'enfuit. Excédé, Michel tire un coup de feu dans sa direction pour la faire s'arrêter. On entend un cri mais on ne retrouve qu'un châle. Il embarque alors sur un bateau sur le départ.
Ce dernier le dépose au bureau central des rêves. Le gardien lui annonce que, son rêve de revoir Juliette ayant été réalisé, il doit retourner dans le monde, sous peine de devenir fou. Mais la voix de Juliette résonne.. Michel décide de rester dans le monde des rêves alors que le décor revient au décor du premier acte. 
Toute la pièce tourne autour de cette question du souvenir et de la mémoire, dans un monde où les souvenirs s'achètent auprès du marchand de souvenirs. Ainsi, Martinů d'écrire : « Tout le spectacle est une lutte désespérée, à la recherche de quelque chose de stable à quoi l'on pourrait s'accrocher: le concret, la mémoire, la conscience à tout instant ébranlée, transposée dans une situation tragique où Michel combat pour garder sa propre stabilité, pour garder sa raison. S'il se laisse aller, il restera dans ce monde sans mémoire, sans temps, pour toujours. »